# Cucujus opacus
Cucujus opacus is een keversoort uit de familie platte schorskevers (Cucujidae). De wetenschappelijke naam van de soort werd in 1888 gepubliceerd door George Lewis.